# Sur la piste d'un 33 tours
Sur la piste d'un 33 tours est la vingt-quatrième histoire de la série Gil Jourdan de Maurice Tillieux et Gos. Elle est publiée pour la première fois du no 1778 au no 1798 du journal Spirou. Puis est publiée sous forme d'album en 1973.

## Univers

### Synopsis
C'est l'anniversaire de Crouton, et Libellule décide de lui acheter un disque de sa chanteuse préférée, Greta Love. Préférée de Crouton et de bien d'autres, elle n'est pourtant pas la tasse de thé de Libellule ou de son patron.
En sortant de la boutique d'albums, Libellule et un cycliste entrent en collision, et laissent tomber tous deux le même disque de Greta Love. Le cycliste rentre ensuite, encore un peu secoué, chez son patron, et lui fait écouter le disque. C'est la voix de Greta Love qu'on entend alors, mais ceci ne plaît pas du tout à Anselme Rossini, patron du cycliste Lulu : celui-ci devait lui apporter bien autre chose que le dernier morceau en vogue. Après une altercation entre le voisin du dessous, veilleur de nuit, et Rossini, Lulu se souvient que lui et Libellule s'étaient rencontrés en prison. Lui et Arsène, autre acolyte, se rendent au bureau de Jourdan afin d'y récupérer le disque.
Mais, et sous prétexte de tester leur nouvelle voiture, Jourdan et Libellule sont partis à la recherche de Crouton, qui a décidé de faire du camping sauvage avec sa caravane. Queue-de-cerise essaie de résister aux malfaiteurs qui l'interrogent violemment, mais finit par leur dire la direction qu'ont pris les possesseurs du disque. Arsène et Lulu se lancent donc à leur poursuite, pendant que Queue-de-cerise essaie de se détacher pour prévenir Jourdan.
Sur la route, la hâte d'Arsène les oblige à changer de véhicule : ils volent alors un camion et, dépassant Crouton, envoie sa caravane dans le fossé. C'est alors qu'ils croisent Jourdan et Libellule, qui retrouvent enfin leur ami. Faisant demi-tour, et utilisant la verve de Lulu, les malfaiteurs s'excusent auprès de Crouton, qu'ils aident à sortir du fossé. Mais malgré les tentatives pour détourner l'attention de Libellule, les bandits ne parviennent pas à s'emparer du disque. Ils décident alors de suivre de loin les compères.
Jourdan et Libellule accompagnent Crouton à un camping. Là, Crouton et Libellule se disputant au sujet du talent de Greta Love, Jourdan propose d'écouter le disque en silence, afin de réconcilier les deux comparses. Mais la musique qui sort du disque est très différente de celle qu'ils attendaient : il s'agit du détail d'une formule mathématique. Libellule se souvenant alors de Lulu, Jourdan fait le lien entre l'ancien détenu et le disque échangé. C'est à ce moment qu'un appel de Queue-de-cerise, par le biais de France Inter, leur en apprend encore plus. Ils appellent donc celle-ci, pour lui demander des détails.
Lulu et Arsène ont compris également que le secret du disque a été découvert. Passant à l'action, ils volent la caravane de Crouton, dans laquelle est enfermée le disque, ainsi que sa voiture. Mais leur sortie du camping est stoppée par l'arrivée d'une autre voiture. Ils tentent donc de s'enfuir autrement, via la traversée d'un petit canal. Lulu ne sachant pas nager, seul Arsène traverse, mais il est pris en chasse par Jourdan. Rattrapé, il laisse tomber le disque dans la bagarre qui s'ensuit ; le disque atterrit sur un lanceur de pigeons d'argile, et est détruit par un tireur.
Une fois interrogé, Lulu explique qu'il était domestique chez un savant, et qu'il y faisait de l'espionnage industriel pour le compte de Rossini. Crouton veut arrêter Rossini, mais celui-ci se barricade chez lui. Par malchance pour Rossini, le raffut qu'ils font réveille le voisin du dessous, qui défonce la porte et le neutralise. Rossini est arrêté, et le savant informé des torts que Lulu a pu lui faire subir. Heureusement pour lui, Jourdan avait recopié la formule, avant que le disque ne soit détruit.

### Personnages
- Gil Jourdan.
- Libellule.
- Jules Crouton.
- Queue-de-cerise
- Anselme Rossini, chef des bandits
- Lulu, bandit cultivé
- Arsène, bandit violent

### Voitures remarquées

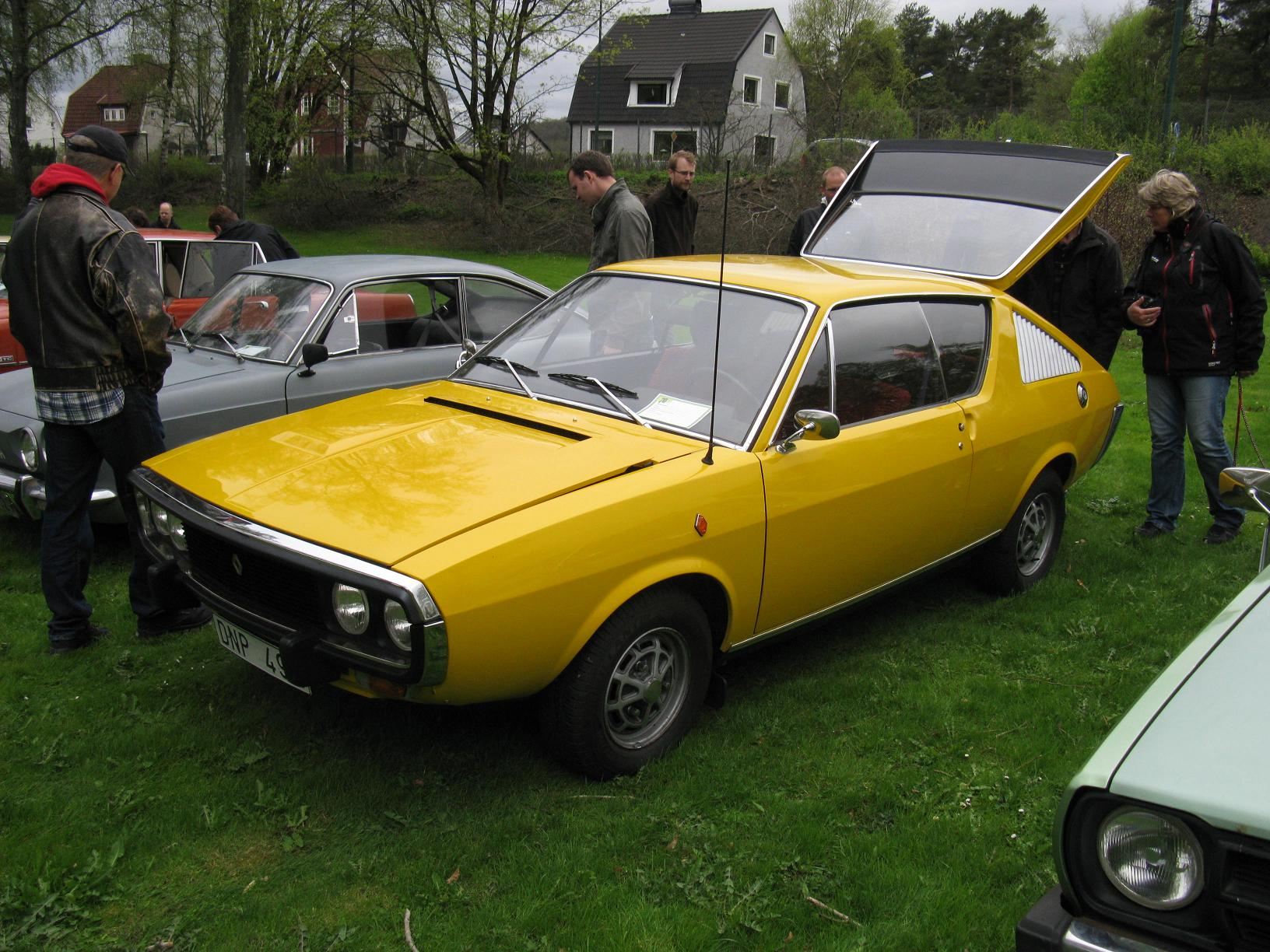
Une Renault 17 TS semblable à celle de Gil Jourdan.

- Renault 17 TS, voiture de Jourdan
- Renault 8[1], voiture des malfrats
- Renault 16, voiture de Crouton
- Citroën DS, taxi
- Peugeot 404, taxi

### Réplique
Le vrai disque de Greta Love vient d'atterrir chez le voisin du dessous de Rossini.
- Arsène : "On a frappé !"

- Rossini : "Qu'est-ce que c'est ?"

- Le voisin : "C'est le voisin du dessous, veilleur de nuit, et dormeur de jour !"

- Rossini : "Et qu'est-ce que vous voulez que...?"

- Le voisin : "Je vous rapporte ceci !"
Il lui rend le disque.
- Le voisin : "Et j'y ajoute cela !"
Il le frappe.
- Le voisin : "Bonsoir !"

- Rossini : "Misère ! On a en plus un voisin qui dort à poings fermés !"

## Publication

### Revues
Les planches de Sur la piste d'un 33 tours furent publiées dans l'hebdomadaire Spirou entre le 11 mai et le 18 septembre 1972 (n°1778 à 1798).

### Album
La première édition de cet album fut publiée aux Éditions Dupuis en 1973 (dépôt légal 01/1973). On retrouve cette histoire dans Duo pour un héros, le tome 5 de la série Tout Gil Jourdan (Dupuis - 1987), ainsi que dans le tome 4 de la série Gil Jourdan - L'intégrale (Dupuis - 2010).